# Ermstalbahn
| Streckennummer (DB): | 4621                 |                                                         |                                                         |
| Kursbuchstrecke (DB): | 763, ex 325b         |                                                         |                                                         |
| Kursbuchstrecke: | 307s (1946)          |                                                         |                                                         |
| Streckenlänge: | 12,260 km            |                                                         |                                                         |
| Spurweite: | 1435 mm (Normalspur) |                                                         |                                                         |
| Streckenklasse: | D4                   |                                                         |                                                         |
| Stromsystem: | 15 kV 16,7 Hz ~      |                                                         |                                                         |
| Maximale Neigung: | 14,550 ‰             |                                                         |                                                         |
| Minimaler Radius: | 350 m                |                                                         |                                                         |
| Streckengeschwindigkeit: | 80 km/h              |                                                         |                                                         |
| |                      |                                                         |                                                         |
| \| \| \| von Plochingen \| \| \| \| 0,000 \| Metzingen (Württ) (ehemals Metzingen)[1] \| 354 m \| \| \| \| nach Immendingen \| \| \| \| 0,077 \| DB Netz / ENAG \| DB Netz / ENAG \| \| \| 1,70 \| Metzingen-Neuhausen (ehemals Neuhausen b Urach)[1] \| Metzingen-Neuhausen (ehemals Neuhausen b Urach)[1] \| \| \| 3,259 \| Erms \| Erms \| \| \| 3,419 \| Metzinger Straße \| Metzinger Straße \| \| \| 4,095 \| Dettingen-Lehen (seit 1999) \| Dettingen-Lehen (seit 1999) \| \| \| 4,491 \| Glemser Straße \| Glemser Straße \| \| \| 4,656 \| Dettingen-Mitte (ehemals Dettingen b Urach)[1] \| 397 m \| \| \| 5,413 \| Dettingen-Freibad (seit 1999) \| Dettingen-Freibad (seit 1999) \| \| \| 5,862 \| Kalferweg \| Kalferweg \| \| \| 6,549 \| Dettingen-Gsaidt (seit 1999) \| Dettingen-Gsaidt (seit 1999) \| \| \| \| Anschluss Papierfabrik Ahlstrom-Munksjö \| \| \| \| 8,247 \| Brühlbach \| Brühlbach \| \| \| 8,679 \| Bad Urach Wasserfall (ehemals Weg z Uracher Wasserfall)[1] \| Bad Urach Wasserfall (ehemals Weg z Uracher Wasserfall)[1] \| \| \| \| Seltbachstraße \| \| \| \| 9,70 \| Bad Urach Ermstalklinik (seit 2004) \| Bad Urach Ermstalklinik (seit 2004) \| \| \| 10,400 \| Bad Urach (bis Juli 1983: Urach) \| 463 m \| \| \| 11,070 \| Anschluss Sattelmayer \| Anschluss Sattelmayer \| \| \| 11,447 \| Ladestelle URACA \| Ladestelle URACA \| \| \| 12,00 \| Erms und unterer Mühlkanal \| Erms und unterer Mühlkanal \| \| \| 12,050 \| oberer Mühlkanal \| oberer Mühlkanal \| \| \| 12,260 \| Kunstmühle Künkele \| Kunstmühle Künkele \| |                      |                                                         |                                                         |
| Strecke |                      | von Plochingen                                          | von Plochingen                                          |
| Bahnhof | 0,000                | Metzingen (Württ) (ehemals Metzingen)                   | 354 m                                                   |
| Abzweig geradeaus und nach rechts |                      | nach Immendingen                                        | nach Immendingen                                        |
| Grenze | 0,077                | DB Netz / ENAG                                          | DB Netz / ENAG                                          |
| Haltepunkt / Haltestelle | 1,70                 | Metzingen-Neuhausen (ehemals Neuhausen b Urach)         | Metzingen-Neuhausen (ehemals Neuhausen b Urach)         |
| Brücke über Wasserlauf | 3,259                | Erms                                                    | Erms                                                    |
| Brücke | 3,419                | Metzinger Straße                                        | Metzinger Straße                                        |
| Haltepunkt / Haltestelle | 4,095                | Dettingen-Lehen (seit 1999)                             | Dettingen-Lehen (seit 1999)                             |
| Brücke | 4,491                | Glemser Straße                                          | Glemser Straße                                          |
| Bahnhof | 4,656                | Dettingen-Mitte (ehemals Dettingen b Urach)             | 397 m                                                   |
| Haltepunkt / Haltestelle | 5,413                | Dettingen-Freibad (seit 1999)                           | Dettingen-Freibad (seit 1999)                           |
| Brücke | 5,862                | Kalferweg                                               | Kalferweg                                               |
| Bahnhof | 6,549                | Dettingen-Gsaidt (seit 1999)                            | Dettingen-Gsaidt (seit 1999)                            |
| Abzweig geradeaus und nach links |                      | Anschluss Papierfabrik Ahlstrom-Munksjö                 | Anschluss Papierfabrik Ahlstrom-Munksjö                 |
| Brücke über Wasserlauf | 8,247                | Brühlbach                                               | Brühlbach                                               |
| Haltepunkt / Haltestelle | 8,679                | Bad Urach Wasserfall (ehemals Weg z Uracher Wasserfall) | Bad Urach Wasserfall (ehemals Weg z Uracher Wasserfall) |
| Brücke |                      | Seltbachstraße                                          | Seltbachstraße                                          |
| Haltepunkt / Haltestelle | 9,70                 | Bad Urach Ermstalklinik (seit 2004)                     | Bad Urach Ermstalklinik (seit 2004)                     |
| Kopfbahnhof Strecke ab hier außer Betrieb | 10,400               | Bad Urach (bis Juli 1983: Urach)                        | 463 m                                                   |
| Abzweig geradeaus und nach links (Strecke außer Betrieb) | 11,070               | Anschluss Sattelmayer                                   | Anschluss Sattelmayer                                   |
| Blockstelle (Strecke außer Betrieb) | 11,447               | Ladestelle URACA                                        | Ladestelle URACA                                        |
| Brücke über Wasserlauf (Strecke außer Betrieb) | 12,00                | Erms und unterer Mühlkanal                              | Erms und unterer Mühlkanal                              |
| Brücke über Wasserlauf (Strecke außer Betrieb) | 12,050               | oberer Mühlkanal                                        | oberer Mühlkanal                                        |
| Betriebsstelle Streckenende (Strecke außer Betrieb) | 12,260               | Kunstmühle Künkele                                      | Kunstmühle Künkele                                      |

Die Ermstalbahn – früher Ermsthalbahn geschrieben – ist eine eingleisige, elektrifizierte Stichbahn in Baden-Württemberg. Sie verbindet Metzingen, wo sie von der Bahnstrecke Plochingen–Immendingen abzweigt, mit Bad Urach (bis Juli 1983: Urach) am Nordrand der Schwäbischen Alb. Die Nebenbahn folgt dabei auf ihrer gesamten Länge dem namensgebenden Fluss Erms und wird heute von der Erms-Neckar-Bahn Eisenbahninfrastruktur AG (ENAG) betrieben.

## Geschichte
Die Eröffnung des Abschnittes Plochingen–Reutlingen am 20. September 1859 führte zur Einstellung der bis dahin von Tübingen über Urach nach Ulm verkehrenden Postkutschenverbindung. Daher bemühte sich die Stadt Urach in den Folgejahren um die Errichtung einer Nebenbahn. Nachdem erste Versuche hierzu gescheitert waren, erfolgte am 12. Juni 1872 mit Unterstützung der Württembergischen Vereinsbank die Gründung der Ermsthalbahngesellschaft mit Sitz in Stuttgart. Am 16. September 1872 erfolgte der erste Spatenstich für den Bau einer Stichstrecke von Metzingen nach Urach. Die Ermstalbahn wurde am 27. Dezember 1873 nach etwa einem Jahr Bauzeit als Privatbahn eröffnet.
In mehreren Abschnitten wurde von 1892 bis 1901 parallel zur Ermstalbahn die Bahnstrecke Reutlingen–Schelklingen eröffnet, durch die in Zusammenhang mit der Bahnstrecke Ulm–Sigmaringen eine Eisenbahnverbindung von Reutlingen über die Schwäbische Alb nach Ulm entstand. Infolgedessen verringerte sich das Fahrgastaufkommen auf der Ermstalbahn deutlich, wodurch sich auch die wirtschaftliche Situation des Unternehmens verschlechterte. Diese Situation führte dazu, dass die Bahnstrecke mit Wirkung zum 1. April 1904 an den württembergischen Staat veräußert wurde. Die Strecke wurde fortan von den Königlich Württembergischen Staats-Eisenbahnen betrieben. Am 2. August 1919 wurde die Bahn um 1,194 Kilometer zur Kunstmühle Künkele verlängert. Diese Verlängerung diente zwar nur dem Güterverkehr zur Mühle, gleichzeitig war sie jedoch auch eine Bauvorleistung für die damals angedachte Verlängerung in Richtung Münsingen, wo eine Verknüpfung mit der Bahnstrecke Reutlingen–Schelklingen vorgesehen war. Nach dem Ersten Weltkrieg kam die Strecke zur 1920 neu gegründeten Deutschen Reichsbahn.
Nach dem Zweiten Weltkrieg übernahm die Deutsche Bundesbahn (DB) den Betrieb. Diese richtete 1950 eine parallel zur Strecke verkehrende Bahnbuslinie ein. In den Folgejahren verlagerte sich der Personenverkehr zunehmend auf den Busverkehr, da durch diesen die anliegenden Orte besser erschlossen werden konnten. Infolgedessen wurde die Anzahl der verkehrenden Züge mehr und mehr verringert. Die beabsichtigte Stilllegung der Ermstalbahn wurde 1969 zunächst verhindert, der Niedergang setzte sich jedoch fort. Im Sommer 1971 stellte die Deutsche Bundesbahn den Betrieb auf dem Schlussabschnitt zwischen der Ladestelle der Pumpenfabrik URACA (Pumpenfabrik Urach GmbH & Co. KG) und der Kunstmühle ein. Am 27. Mai 1976 verkehrten die vorerst letzten regulären Personenzüge nach Urach; der Güterverkehr zur URACA wurde weiterhin aufrechterhalten. Vereinzelt fanden noch Sonderfahrten mit Personenzügen statt. Im Juli 1983 wurde Urach zum Kurort Bad Urach aufgewertet, doch der Güterverkehr ging weiter zurück. Ende 1989 wurde auch der spärliche Güterverkehr zwischen der Ausweichanschlussstelle Dettingen Gsaidt und Bad Urach aufgegeben.
Bestrebungen der Anliegergemeinden, vor allem der Kurstadt Bad Urach, den Schienenverkehr wiederzubeleben, mündeten 1988 in der Gründung der Ermstal-Verkehrsgesellschaft (heute Erms-Neckar-Bahn). Diese erwarb die Strecke am 28. Dezember 1993 mit Wirkung zum 1. Januar 1994 von der damaligen Deutschen Bundesbahn zum symbolischen Preis von einer D-Mark. An der Erms-Neckar-Bahn AG beteiligten sich mehr als 1000 Aktionäre und ermöglichten so die Reaktivierung. Im Mai 1998 erfolgte der Start eines Touristikverkehres an Wochenenden und Feiertagen. Zum 1. August 1999 wurde der reguläre Personenverkehr nach Bad Urach wieder aufgenommen. In diesem Zusammenhang wurden auch drei neue Haltepunkte auf dem Gebiet der Gemeinde Dettingen an der Erms in Betrieb genommen (Dettingen-Lehen, Dettingen-Freibad und Dettingen-Gsaidt). 2004 erfolgte die Eröffnung des Haltepunktes Bad Urach Ermstalklinik sowie eine Erhöhung der Streckenhöchstgeschwindigkeit auf 80 km/h.
Von 2019 bis 2022 wurde die Strecke im Rahmen der Realisierung der Regional-Stadtbahn Neckar-Alb ausgebaut und elektrifiziert. Der Planfeststellungsbeschluss wurde im Februar 2017 vom Regierungspräsidium Tübingen erlassen, Baubeginn war im Oktober 2019. Die Realisierung des „Moduls 1“ durch die ENAG wurde von den Landkreisen Reutlingen und Tübingen sowie den Städten Reutlingen, Metzingen, Bad Urach und der Gemeinde Dettingen bezuschusst. In diesem Zusammenhang wurden alle Stationen auf eine einheitliche Bahnsteiglänge von 80 Metern und eine Höhe von 55 Zentimetern ausgebaut. In Dettingen-Gsaidt entstand bis Ende 2020 ein zweigleisiger Kreuzungsbahnhof mit Mittelbahnsteig.

## Verkehr

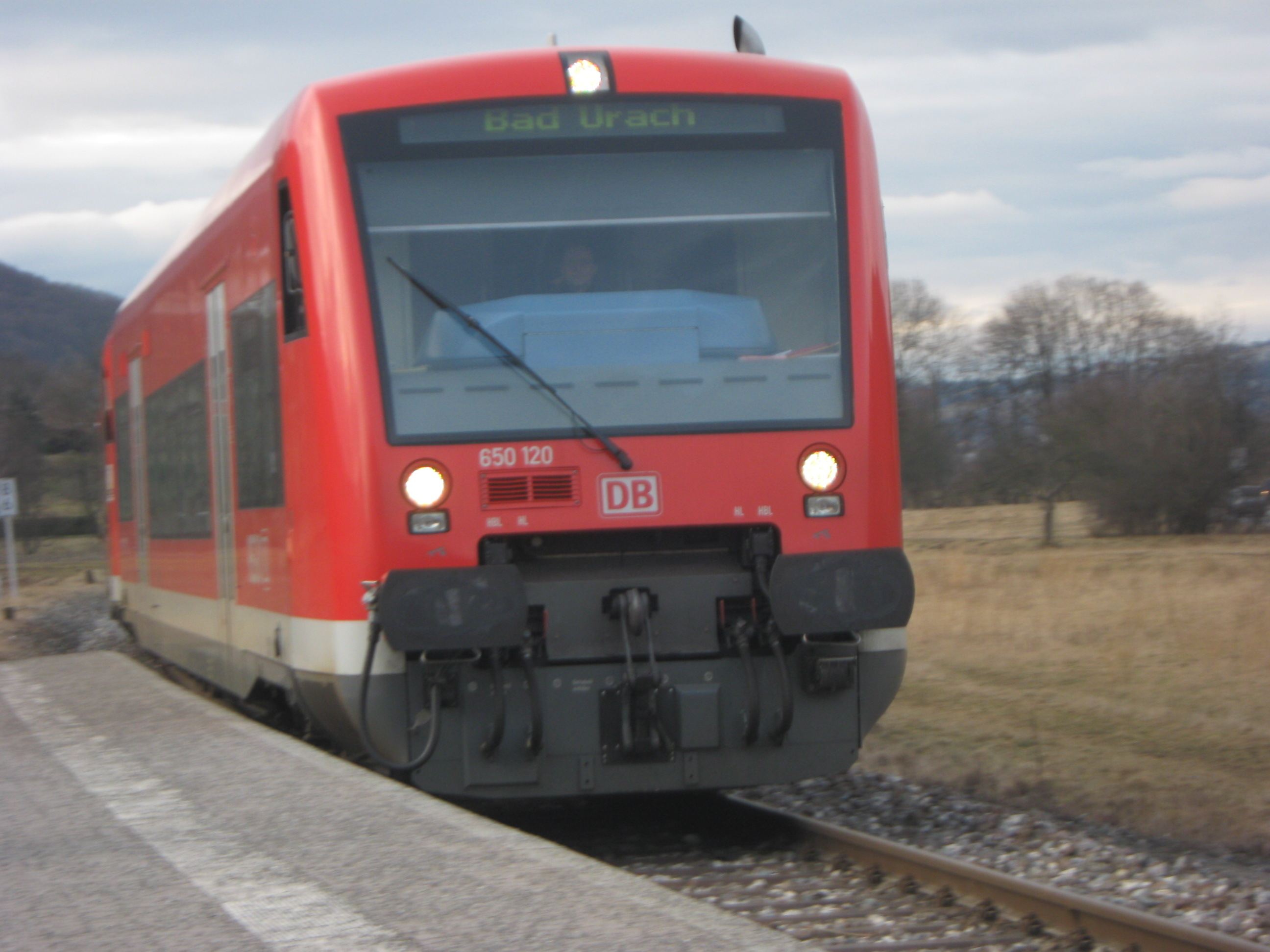
Bis 2022 eingesetzter Dieseltriebwagen Stadler Regio-Shuttle RS 1 am Haltepunkt Bad Urach Wasserfall

Auf der Strecke verkehren täglich im Stundentakt Regionalbahnen der Linie RB 63, die über die Bahnstrecke Plochingen–Immendingen nach Tübingen durchgebunden werden. Der Zugverkehr wird von DB Regio (zuvor DB ZugBus Regionalverkehr Alb-Bodensee [RAB]) im Auftrag des Landes Baden-Württemberg durchgeführt. Diese setzt hierzu Elektrotriebwagen vom Typ Alstom Coradia Continental ein. Bis Dezember 2022 wurden Dieseltriebwagen vom Typ Stadler Regio-Shuttle RS 1 eingesetzt. Parallel zur Strecke verkehrt eine weiterhin von der RAB betriebene Buslinie, deren Fahrzeiten auf den Zugfahrplan abgestimmt sind. Die Strecke ist seit dem 1. Januar 2002 vollständig in den Verkehrsverbund Neckar-Alb-Donau (Naldo) integriert.
In Zusammenhang mit der Realisierung der Regional-Stadtbahn Neckar-Alb sollen ab voraussichtlich 2027 Zweisystem-Stadtbahnen auf der Strecke eingesetzt werden.